# Xã Granite Ledge, Quận Benton, Minnesota
Xã Granite Ledge (tiếng Anh: Granite Ledge Township) là một xã thuộc quận Benton, tiểu bang Minnesota, Hoa Kỳ. Năm 2010, dân số của xã này là 743 người.